# História do papado
A História do papado é a história do Papa e Bispo de Roma, chefe da Igreja Católica, tanto em seu papel espiritual e temporal, que cobre um período de aproximadamente dois mil anos. O papado é uma das instituições mais duradouras do mundo, e teve uma participação proeminente na história da humanidade. A Igreja Católica acredita que a "doutrina (…) sobre o papado é bíblica e decorre do primado de São Pedro entre os Apóstolos de Jesus. Como todas as doutrinas cristãs, desenvolveu-se ao longo dos séculos, mas não se afastou dos seus elementos essenciais, presentes na liderança do Apóstolo Pedro".
Os papas na Antiguidade auxiliaram na propagação do cristianismo e a resolver diversas disputas doutrinárias. Na Idade Média eles desempenharam um papel secular importante na Europa Ocidental, muitas vezes, servindo de árbitros entre os monarcas e evitando diversas guerras na Europa. Atualmente, para além da expansão e doutrina da fé cristã, os Papas se dedicam ao diálogo inter-religioso, a trabalhos de caridade e à defesa dos direitos humanos.
Não existe uma lista oficial de papas, mas o Anuário Pontifício, publicado anualmente pelo Vaticano, contém uma lista que é geralmente considerada a mais correta, colocando o recente Papa Francisco como o 266.º Papa.

## Antiguidade

### Controvérsias sobre acontecimentos históricos

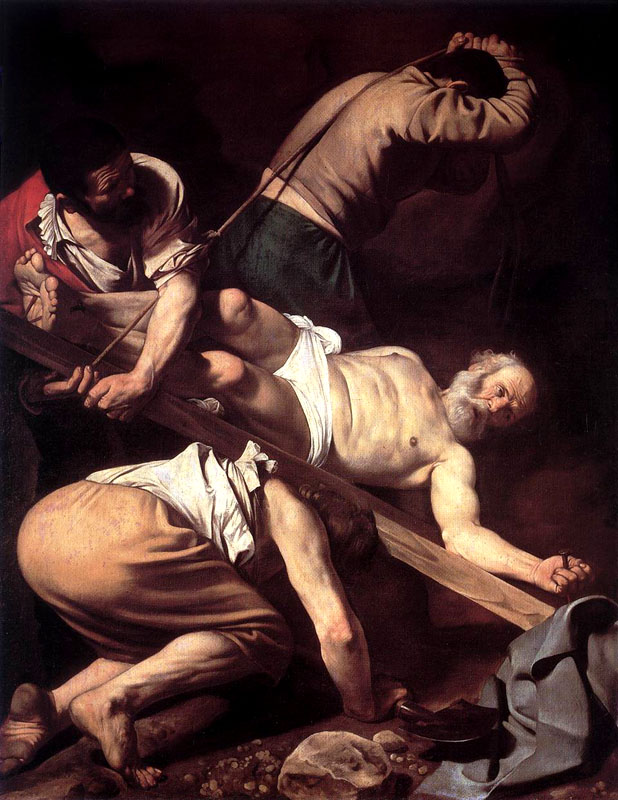
O Martírio de São Pedro (Santa Maria del Popolo, Roma, Caravaggio, 1600).

Existe grande controvérsia entre os historiadores sobre a história do papado durante o cristianismo primitivo, destacando-se a questão da veracidade do martírio de Pedro e Paulo em Roma; sobre a organização da Igreja Romana no século I e princípio do século II, e o exercício da primazia papal.
Alguns historiadores argumentam que Pedro nunca foi realmente a Roma, e que essa crença se originou somente mais tarde. No entanto, outros estudiosos citando os documentos cristãos primitivos (mais proeminentemente, a descrição da morte de Pedro e Paulo em Roma nas cartas de Clemente em c. 96, Santo Inácio de Antioquia em c. 107, Dionísio de Corinto entre 166 e 176, e Irineu de Lyon, em torno de 180 d.C.) concluem que Pedro foi de fato martirizado em Roma.
Uma vez que no século I os termos “presbíteros e bispos” eram sinônimos usados para os líderes da igreja local submetidos a um apóstolo; muitos argumentam que no final do século I e até a metade do século II, a Igreja Romana não possuía uma organização monoepiscopal (um só Bispo como chefe da igreja local), mas uma forma colegiada de liderança, sendo que o monoepiscopado começou somente mais tarde, e assim, originalmente o ministério papal não existia. No entanto, outros estudiosos discordam, defendendo que os apóstolos designaram seus sucessores na liderança das igrejas locais (originalmente também chamados de "apóstolos" e no início do século II, de “bispos”), como por exemplo, Tito e Timóteo investidos por Paulo de Tarso, e nos escritos posteriores de Clemente de Roma, Inácio, e Irineu, que prematuramente atestaram a sucessão linear de Bispos desde a época dos apóstolos.
Alguns historiadores afirmam que os papas não possuíam direitos ou privilégios primaciais no cristianismo primitivo sobre a Igreja Universal, no entanto, uma vez que em muitas ocasiões os Bispos de Roma intervieram em comunidades locais, como Clemente I, ou tentaram estabelecer uma doutrina vinculativa à Igreja Universal como Vítor I (sobre a controvérsia quartodecimana), a visão predominante entre os historiadores, é que a Sé e o Bispo de Roma possuíam nesse período uma proeminência em questões relacionadas aos assuntos da Igreja Católica, mas esse papel se desenvolveu e se acentuou profundamente nos séculos seguintes, especialmente a partir do século V e após o XI.

### Cristianismo primitivo (c. 30-325)

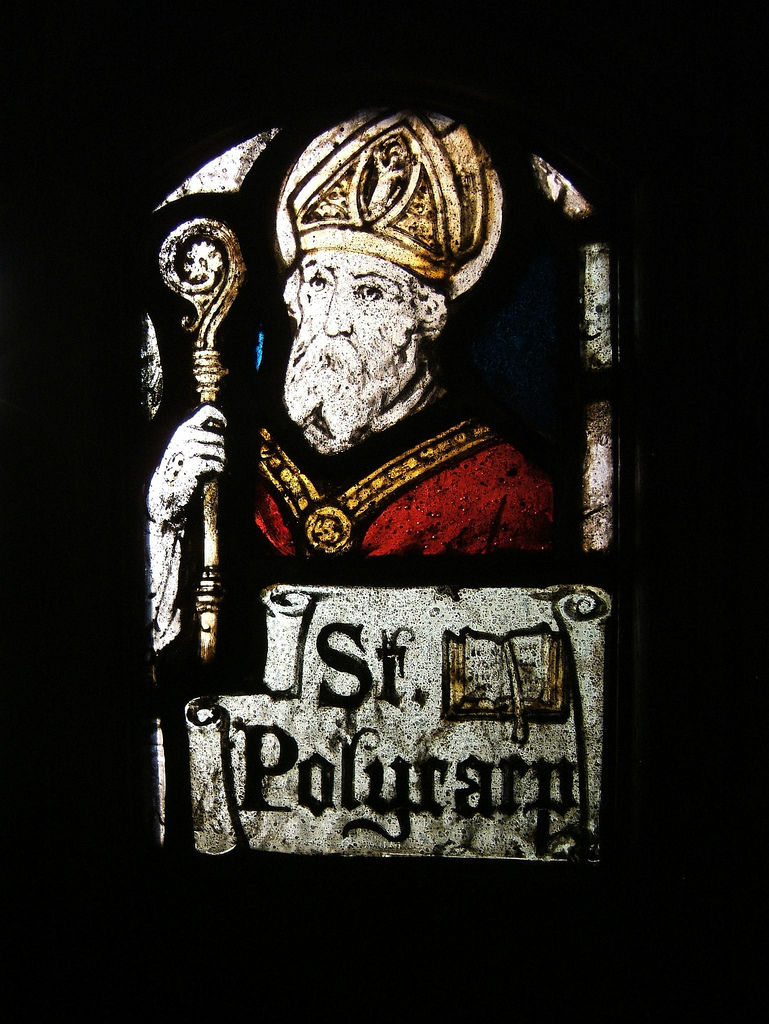
Policarpo de Esmirna, um dos primeiros pais da Igreja.

O primeiro documento fornecido por um papa, é de Clemente I no final do século I, em que interveio em uma disputa em Corinto, na Grécia,  Clemente foi o primeiro Pai Apostólico da Igreja, fundando o período eclesiástico patrístico, que duraria até o século VIII. No século II os bispos romanos erigiram monumentos aos apóstolos Pedro e Paulo, davam esmolas às igrejas pobres e lutaram contra gnósticos e montanistas na Ásia Menor. No final do mesmo século, o Papa Vítor I ameaça de excomunhão os bispos orientais que continuassem praticando a Páscoa em 14 de Nisã (quartodecimanismo). Nessa época Santo Inácio, e algum tempo depois Santo Ireneu, enfatizam a posição única do bispo de Roma.
No século III os papas preocuparam-se em afirmar a possibilidade do perdão dos pecados, se os fiéis se arrependessem e fizessem penitência (ao contrário do que pregava o novacionismo), como pode ser observado nos decretos de Calixto I e Cornélio I. No final desse século, papas como Estêvão I e Sisto II condenaram o rebatismo, como pregava a heresia do donatismo.[carece de fontes?]
Muitos aspectos da vida dos papas primitivos, especialmente os primeiros, permanece envolta em mistério, como São Lino, que teria sido o segundo papa, cuja vida e ações como Bispo de Roma é incerta e desconhecida. Devido à perseguição aos cristãos pelo Império Romano, os livros da vida dos santos de Roma afirmam que foram mártires todos os Papas dessa época, sendo a maioria dos pontificados curto (embora exista incerteza sobre a morte de muitos Bispos de Roma, cujos relatos de martírio surgiram apenas muito tempo depois de sua morte, como por exemplo, São Clemente I, que viveu no final do século I, mas a história de seu martírio remonta apenas ao século IV).
Alexandria e Antioquia também eram centros importantes para o cristianismo e seus bispos possuíam jurisdição sobre certos territórios. Muitos historiadores têm sugerido que seus poderes especiais provieram do fato de que as três comunidades foram chefiadas por São Pedro (Roma e Antioquia foram, segundo a Sagrada Escritura e Tradição fundadas por Pedro e Alexandria por seu discípulo São Marcos).

### Antiguidade tardia e cesaropapismo
Em 313, o imperador Constantino I concede liberdade para todas as religiões iniciando a Paz na Igreja; e passando a interferir em diversas questões eclesiásticas (como a convocação em 325 do Primeiro Concílio de Niceia), originando o cesaropapismo, e uma relação de "difícil entrosamento entre Igreja e Estado". Constantino também ordenou a construção de três basílicas em Roma e as doou ao papado.[carece de fontes?]
A organização conciliar e sinodal que havia sido vital no século III, também cresceu em importância nessa época – através dos concílios ecumênicos convocados pelos imperadores (por questões pragmáticas e também cesaropapistas), para proporcionar uma resolução definitiva para os litígios doutrinários na Igreja Católica. A tentativa de alguns concílios de independerem da autoridade papal, desafiá-la ou mesmo controlá-la, fez que o Papa Bonifácio I declarasse precocemente que o poder papal é superior ao conciliar e o último não pode julgá-lo. Uma das primeiras demonstrações de um poder estatal administrado pelos papas, também surgiu nessa época, embora fosse de caráter puramente diplomático, como "defensor dos necessitados e da população", como observado por exemplo, no confronto do Papa Leão I com Átila, imperador dos hunos, em que Leão convence Átila a não invadir e saquear Roma.[carece de fontes?]
Nessa época também aprofundaram-se os conflitos entre a Igreja do Ocidente e Oriente. Em 330 a capital do Império Romano foi transferida para Constantinopla, dessa maneira rapidamente no Império Romano do Oriente o poder civil controlou a Igreja e o bispo de Constantinopla cresceu em importância, baseando seu poder no fato de ser bispo da capital e por ser um homem de confiança do Imperador, no Ocidente por sua vez, o bispo de Roma pôde consolidar a influência e o poder que já possuía desde o cristianismo primitivo. Em 380, o Édito de Tessalónica publicado pelo imperador Teodósio I, estabeleceu que a religião católica conforme ensinada pelo Papa Dâmaso I, como religião de estado exclusiva do Império.

## Idade Média (493–1417)

### Papado Ostrogodo (493-537)
Após a queda do Império Romano do Ocidente, a Itália foi dominada pelo Reino Ostrogodo, sendo que o rei ostrogodo era tolerante com a Igreja e não interferia em questões dogmáticas. Rapidamente tribos bárbaras se converteram ao arianismo ou ao catolicismo. Quando o rei dos francos Clóvis I, converteu-se ao catolicismo, aliando-se assim com o papado e os mosteiros, outras tribos como os visigodos seguiram seu exemplo.
Em 494 o Papa Gelásio I a fim de refrear o cesaropapismo e o abuso dos governantes seculares, publica a epístola Duo sunt, sobre as competências do poder temporal e espiritual, na qual defende que os papas e os bispos devem administrar a Igreja; e o imperador e os príncipes a vida temporal, cada um independente do outro. No final do século VI, o Papa Gregório, o Grande iniciou reformas administrativas e organizou missões para evangelizar a Grã-Bretanha. Gregório também foi um importante teólogo, e suas perspectivas representam a mudança religiosa da perspectiva clássica para a medieval, seus escritos tratam sobre demonologia, angelologia, escatologia etc. Logo no início do século VII exércitos muçulmanos haviam conquistado grande parte do sul do Mediterrâneo, e representam uma ameaça para a cristandade ocidental.

### Influência dos francos (756-857)

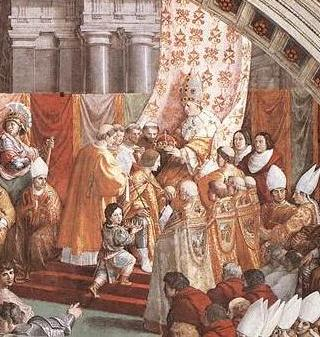
A Coroação de Carlos Magno pelo Papa Leão III. Afresco na Capela Sistina, de Rafael, em torno de 1516-1517.

No século VIII a iconoclastia (destruição de imagens religiosas), tornou-se uma fonte de conflito entre os papas e a Igreja Oriental. A eleição do papa nessa época era conturbada, especialmente devido ao poder civil, enquanto alguns imperadores como Carlos Magno (771-814), e Luís I, o Piedoso (814-840) não interferiram e respeitaram as eleições papais, Lotário I (823-855), interveio abertamente e exigiu a confirmação do Sacro Imperador Romano na eleição papal. Em 898, o Papa João IX em um concílio realizado em Roma, decretou que a eleição devia ser feita apenas pelos cardeais-bispos e pelo clero.
No final do mesmo século, buscando proteção contra os lombardos, o Papa Estevão II apelou para os francos para proteger a Igreja, Pepino, o Breve subjugou os lombardos e doou terras italianas ao papa, formando então os Estados Pontifícios, que se tornaram o Estado da Igreja. Quando o Papa Leão III coroou Carlos Magno (800), os próximos imperadores passaram a ser ungidos por um papa. Carlos Magno conjuntamente com a Igreja inicia uma importante reforma educacional e artística, conhecida como Renascimento carolíngio.[carece de fontes?]

### Saeculum obscurum
O assassinato do Papa João VIII inaugurou um período marcado por curtos pontificados, no qual doze papas foram mortos (algumas vezes após a sua deposição), mais três depostos e dois abdicaram, num período conhecido pelos historiadores como Saeculum Obscurum (latim: idade das trevas), sendo considerado o ponto "mais baixo do papado". Durante este período, os papas eram fortemente influenciados e lutaram com uma poderosa família aristocrática, Teofilactos e seus parentes, sendo depostos ou assassinados.
Na sequência da aliança do Papa Sérgio III com Teofilato I, Conde de Túsculo (o pai de Marózia) e sua esposa, Teodora, os Teofilactos influenciaram com sucesso na eleição de quatro dos próximos cinco papas. O filho de Sérgio III com Marozia se tornou o Papa João XI, sendo deposto pelo rei Alberico II de Espoleto, que foi capaz de controlar a instalação dos próximos quatro papas, acabando por instalar seu próprio filho, o Papa João XII, cujo principal ato foi coroar Oto I como imperador do Sacro Império Romano.
Um sínodo em 963 depôs João XII, e Oto I elegeu o Antipapa Leão VIII (963-965), mas os romanos não o aceitaram e quando seu protetor partiu, ele foi deposto por um outro sínodo no início do ano seguinte e João XII reassumiu o cargo; no entanto, morre repentinamente e o povo elege o Papa Bento V (964), que Oto I substituiu por Leão VIII, agora papa legítimo. Oto teve ainda mais sucesso no processo de nomeação do Papa João XIII (965-972) e do Papa Bento VI (973-974)

### Conflitos com o Sacro Imperador (1048-1257)
O cargo do imperador carolíngio foi disputado entre os seus herdeiros e senhores locais, nenhum saiu vitorioso até que Oto I, Sacro Imperador Romano-Germânico invadiu a Itália. A Itália tornou-se um reino constituinte do Sacro Império Romano em 962, a partir do ponto dos imperadores germânicos. Com a sua posição de imperador consolidada, as cidades-estados do norte da Itália se dividiram entre Guelfos e Gibelinos. Devido às interferências do poder civil, os conflitos no processo de escolha dos papas continuavam, por exemplo, Henrique III ao visitar Roma em 1048, encontrou dois antipapas e várias disputas provocadas pelo Papa Bento IX, Henrique instalou seu próprio candidato preferido ao papado, o Papa Clemente II.[carece de fontes?]
A história do papado de 1048 a 1257 continuará a ser marcada por conflitos entre papas e os Sacro Imperadores Romanos.[carece de fontes?]

#### Grande Cisma do Oriente
Do século V ao XI foram numerosas as rupturas seguidas de reconciliação entre as igrejas do Ocidente e Oriente. Em 1054 os legados romanos do Papa Leão IX, viajaram para Constantinopla para insistir no reconhecimento da primazia papal, o patriarca de Constantinopla se recusou a reconhecer sua autoridade e se excomungaram mutuamente, posteriormente a separação entre Ocidente e Oriente se desenvolveu quando todos os outros patriarcas orientais apoiaram Constantinopla, no evento do Grande Cisma.

#### Reforma Gregoriana e Questão das Investiduras
Desde o século VII era comum entre o reino dos Francos, bem como na Itália e na Espanha, que os reis, imperadores e nobres fundassem bispados e abadias, nomeando ou depondo os clérigos do local, e controlando suas ações. As investiduras (nomeações) feitas pelos nobres visavam interesses pessoais e do reino, provocando a corrupção entre os membros do clero. Entre os anos 900 e 1050 surgiram ideais e centros de reforma contra os abusos e a corrupção, como os mosteiros de Cluny (França) e Görze (Alemanha), de onde partem grupos renovadores para a Bélgica, Itália, Espanha, Inglaterra e demais países europeus. A abadia de Cluny, que surgiu em 910, quando os mosteiros estavam em profunda decadência, foi fundada pelo duque Guilherme de Aquitânia que renunciou ao direito de propriedade e doou-a ao papa, assegurando a liberdade do mosteiro. Assim "a abadia ganhou o antigo rigor monástico e profunda renovação espiritual, pois ingressava em Cluny quem realmente queria ser monge (…) Cluny colocou-se a serviço da liberdade da vida monástica, e de toda a Igreja. Era um mosteiro livre (…) Seu exemplo se alastra: Papas e bispos, (…) chamam os monges de Cluny para reformarem seus mosteiros". Em 1059 o Papa Nicolau II promulga a bula In nomine Domini estabelecendo como únicos eleitores do papa os cardeais da Igreja Romana (apesar de ainda ser seguido pela aprovação dos leigos de Roma e pelo Sacro Imperador Romano). Marco de uma transformação política duradoura, a bula de 1059 marca a ruptura de antigos equilíbrios de poder no interior da cidade de Roma, mediante os quais o papado era controlado por famílias da nobreza do Lácio: "tratava-se de uma fórmula escrita sob a pressão da realidade local, orientada para cravar a separação entre os poderes — o aristocrático e o episcopal — da cidade. A In nomine Domini foi uma declaração de política local, não a carta de fundação de uma abstrata monarquia papal".
Em 1073, esses ideais ganharam força com a eleição do Papa São Gregório VII, que baseando-se em ideais ascetas e monásticos, adotou uma série de medidas no movimento conhecido como Reforma Gregoriana — denominação controversa e criticada por diversos historiadores. A luta empreendida contra a simonia e a intromissão do poder laico na investidura de bispos, abades e dos próprios papas, tentando restaurar a disciplina eclesiástica, transcorreu em meio a drásticas alterações das redes regionais de alianças e de oposição à autoridade papal, permitindo a recolocação e a ampliação do exercício do poder pontifício junto a diversos círculos aristocráticos do ocidente. Em reação, o imperador do Sacro Império Henrique IV, aliou-se a bispos alemães proibidos de exercerem suas funções religiosas, e considerou o papa deposto; este, em resposta, excomungou o imperador. Desenvolveu então um conflito aberto entre eles, que ficou conhecido como "Questão das Investiduras". Henrique IV em 1077, pediu perdão ao papa por meio da Penitência de Canossa, embora não dispositiva no contexto da disputa, tornou-se lendária. Esse conflito só foi resolvido em 1122, pela Concordata de Worms, que adotou uma solução de meio-termo: caberia ao papa a investidura espiritual dos bispos e ao imperador, a investidura temporal.

#### Cruzadas e Inquisição
Em 1095, o imperador bizantino Aleixo I pediu ao Papa Urbano II para ajudá-lo militarmente contra as invasões muçulmanas, assim Urbano, no concílio de Clermont convoca a Primeira Cruzada, destinada a auxiliar o Império bizantino a retomar os antigos territórios cristãos, especialmente Jerusalém. As cruzadas provocaram a formação de várias ordens militares, tais como os Cavaleiros Templários, os Cavaleiros Hospitalários, e os Cavaleiros Teutônicos. Em 1209, o Papa Inocêncio III declarou a Cruzada dos Albigenses contra os Cátaros, uma seita gnóstica cristã que se instalara no Languedoc, França. Para regulamentar a maneira como a Igreja lidava com os hereges, em 1231, Gregório IX instituiu a Inquisição Papal.

### Papado de Avinhão e Grande Cisma do Ocidente
De 1309 a 1377, o papa não residia em Roma, mas em Avinhão, um período geralmente chamado de Cativeiro Babilônico, em alusão ao exílio bíblico de Israel na Babilônia.
O Papa Gregório XI deixou Avinhão e restabeleceu a Santa Sé em Roma, onde morreu em 27 março de 1378. A eleição de seu sucessor, definiria a residência do futuro papa em Avinhão ou Roma. O nome do Bartolommeo Prignano, Arcebispo de Bari, considerado com uma rígida moral e inimigo da corrupção, foi proposto e eleito em Roma por dezesseis cardeais italianos em conclave em 7 de abril, e no dia seguinte escolheram novamente Prignano. No dia 13 eles realizaram uma nova eleição e, novamente, escolheram o Arcebispo Prignano para se tornar papa. Durante os dias seguintes todos os Cardeais aprovaram o novo papa, que tomou o nome de Urbano VI e tomou posse. No dia seguinte, o cardeais italianos notificaram oficialmente a eleição de Urbano aos seis cardeais franceses em Avinhão, que o reconheceram como papa, em seguida, escreveram ao chefe do império e aos demais soberanos. Tanto o Cardeal Roberto de Genebra, o futuro Antipapa Clemente VII de Avinhão, e Pedro de Luna de Aragão, o futuro Antipapa Bento XIII, também aprovaram sua eleição.

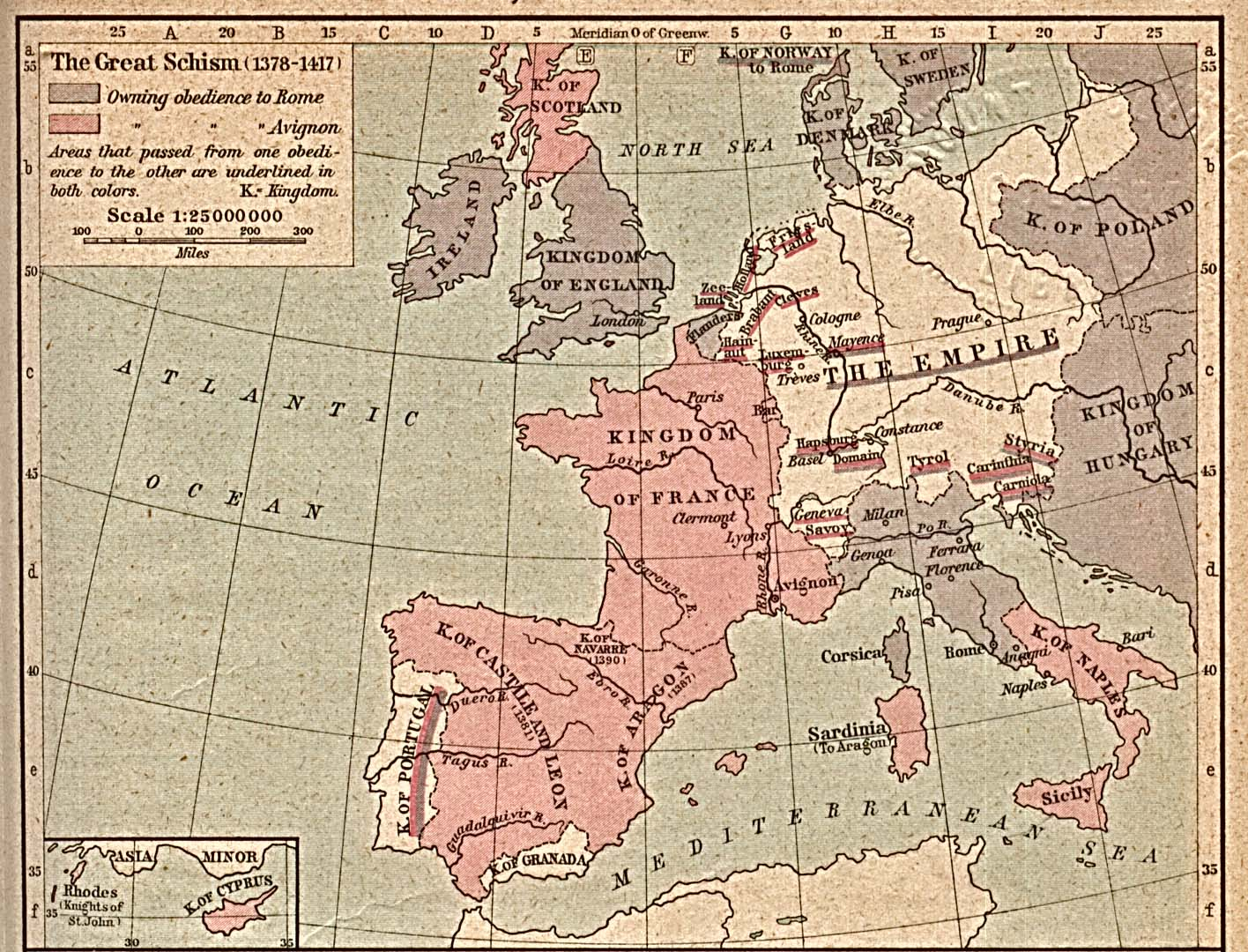
Mapa ilustrando o Grande Cisma do Ocidente: Os territórios em rosa, são territórios obedientes ao antipapado de Avinhão, os territórios em roxo, são territórios obedientes ao papado de Roma.

O Papa Urbano não atendeu as necessidades de sua eleição, criticou os membros do Colégio Sagrado, e se recusou a restaurar a sede pontifical em Avinhão. Os cardeais italianos então em maio de 1378, se retiraram para Anagni, e em julho para Fonti, sob a proteção da Rainha Joana de Nápoles e Bernardon de la Salle, iniciaram uma campanha contra a sua escolha, e se prepararam para uma segunda eleição. Em 20 de Setembro, treze membros do Colégio Sagrado fizeram um novo conclave em Fondi e escolheram o Roberto de Genebra como antipapa, que tomou o nome de Clemente VII. Alguns meses depois, apoiado pelo Reino de Nápoles, assumiu sua residência em Avinhão, e o cisma começava.
Clemente VII possuía relações com as principais famílias reais da Europa, os estudiosos e os santos da época normalmente apoiavam o papa adotado pelo seu país. A maior parte dos estados Italianos e Alemães, a Inglaterra e a Flandres apoiaram o papa de Roma. Por outro lado França, Espanha, Escócia, e todas as nações aliadas da França apoiaram o antipapa de Avinhão. Os Papas excomungaram-se mutuamente, enviando mensageiros para a cristandade defendendo a sua causa. Posteriormente Bonifácio IX sucedeu Urbano VI em Roma e Bento XIII sucedeu Clemente em Avinhão. Vários clérigos reuniram-se em concílios regionais na França e em outros lugares, sem resultado definitivo. O rei da França e seus aliados em 1398 deixaram de apoiar Bento e Geoffrey Boucicaut, sitiou Avinhão, o bloqueio privou o antipapa de comunicação com todos aqueles que permaneceram fiéis a ele. Bento retomou a liberdade somente em 1403. Inocêncio VII já tinha sucedido Bonifácio de Roma, e após um pontificado de dois anos, foi sucedido por Gregório XII.
Em 1409 um concílio que se reuniu em Pisa acrescentou um outro antipapa e declarou os outros dois depostos. Depois de muitas conferências, discussões, intervenções do poder civil e várias catástrofes, o Concílio de Constança (1414) depôs o Antipapa João XXIII, recebeu a abdicação do Papa Gregório XII, e finalmente, conseguiu depôr o Antipapa Bento XIII. Em 11 de novembro de 1417, o concílio elegeu Odo Colonna, que tomou o nome de Martinho V, terminando assim o grande cisma do Ocidente. O prestígio da Santa Sé foi profundamente afetado com esta crise, o que causou a criação da doutrina conciliar, que sustenta que a autoridade suprema da Igreja encontra-se com um concílio ecumênico e não com o papa, sendo efetivamente extinta no século XV.

## Idade Moderna

### Renascimento

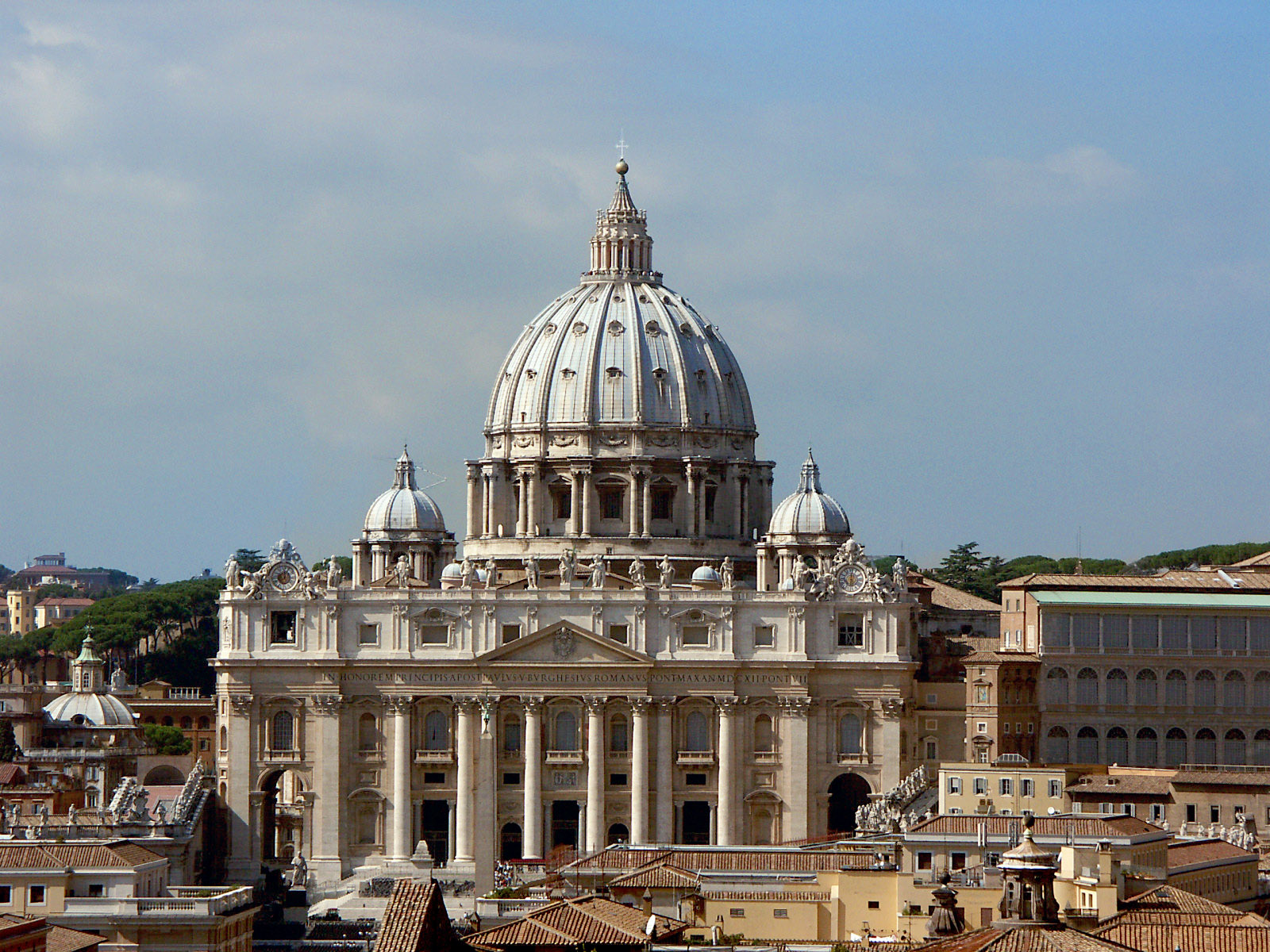
A Basílica de São Pedro, a maior igreja do cristianismo, foi construída pelos papas do Renascimento, demonstrando seu incentivo às artes.

Durante o Renascimento os papas patrocinaram e incentivaram artistas e intelectuais, tornando-se importantes mecenas, tais como Júlio II e Leão X, que contrataram artistas como Bramante, Bernini, Rafael e Michelângelo, transformando a cidade de Roma num dos principais centros da Renascença Italiana, juntamente com Florença. O papado renascentista é normalmente associado à corrupção e à degradação moral. Os papas desse período não estavam à altura das necessidades da Igreja, suas preocupações eram mais políticas e artísticas. O nepotismo atinge seu auge: papas e cardeais estavam mais interessados em garantir o futuro de seus familiares do que numa reforma religiosa. Os cardeais eram criados entre parentes, sem se olhar à idade, virtudes morais e intelectuais (foram os famosos cardeais-sobrinhos).[carece de fontes?]

### Reforma Protestante e Católica (1517-1585)

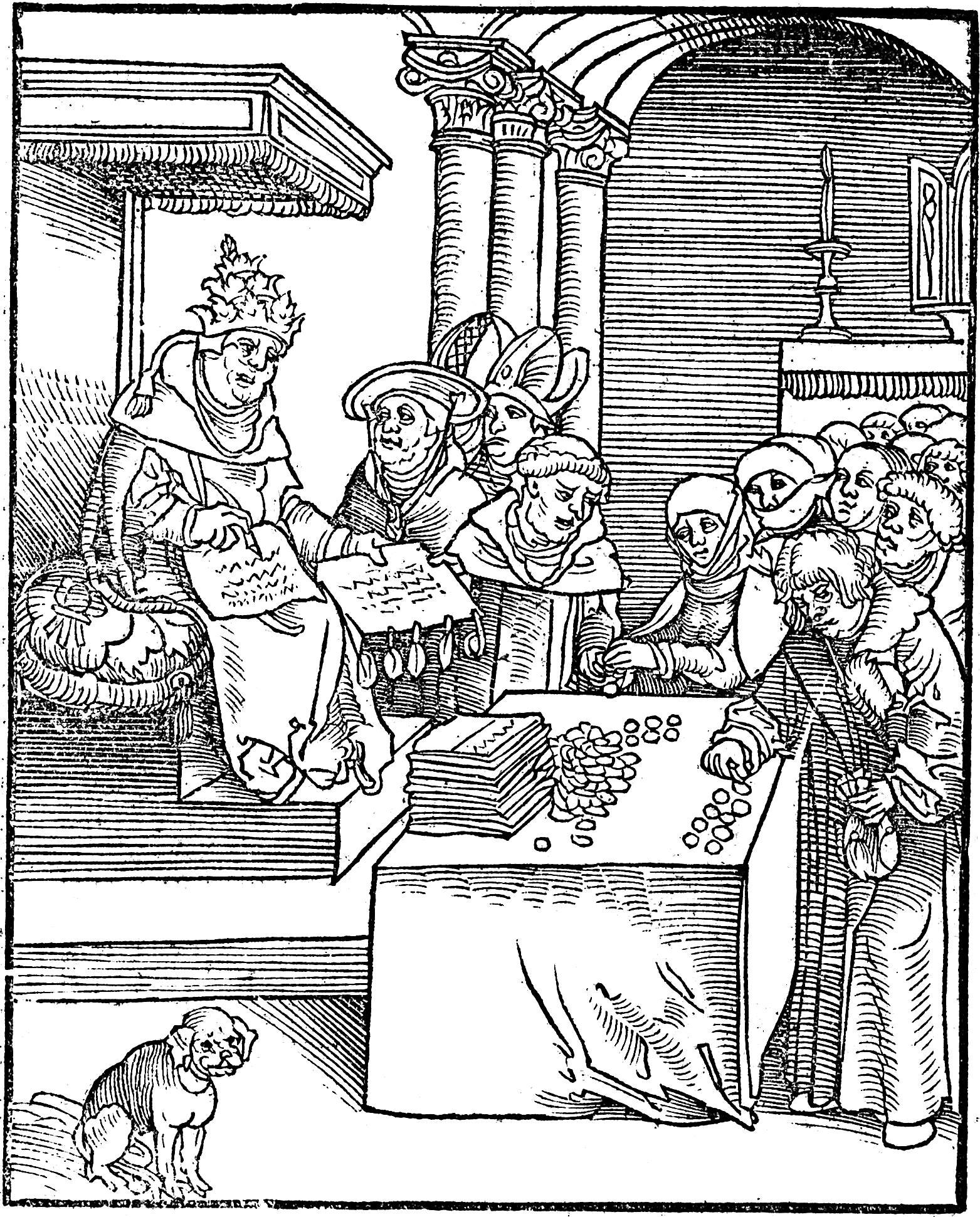
Antichristus, por Lucas Cranach (1521), representação do Papa como o Anticristo, cercado de funcionários da Cúria Romana. Lutero sustentou que sendo o papa o Anticristo, a violência devia ser usada para derrotá-lo.

A Reforma Protestante iniciada a partir de 1517, desconsideraria diversas doutrinas e dogmas católicos, e provocaria os maiores cismas do cristianismo. Muitos reformadores afirmaram que o papa seria o "anticristo", tais como Martinho Lutero, que argumentou que a violência deveria ser usada para derrotar sua autoridade, João Calvino, Thomas Cranmer, John Knox, Cotton Mather, e John Wesley. Calvino despertou revolta inclusive entre seus próprios seguidores ao chamar de "papistas" muitos cristãos respeitados. Os papas por sua vez, compararam os reformadores a "raposas [que] avançam procurando destruir a vinha (…) [que] entregastes o cuidado, norma e administração (…) a Pedro, como cabeça e vosso vigário e a seus sucessores. O javali da floresta procura destruí-la e toda fera selvagem vem devastá-la".
Como retaliação os papas instituíram a Reforma Católica (1560-1648), que lutou contra as contestações protestantes e instituiu reformas internas. O evento mais significativo da reforma católica foi a convocação do Concílio de Trento (1545-1563), pelo Papa Paulo III (1534-1549).[carece de fontes?]
Os papas também tiveram um papel importante na Colonização das Américas: como por exemplo, o Papa Alexandre VI, que dividiu os direitos e as terras recém-descobertas entre Espanha e Portugal. Os papas também tentaram conter os abusos cometidos contra os índios por exploradores e conquistadores, condenando a escravidão, tais como Paulo III, Papa Urbano VIII (1623-1644), e Papa Bento XIV (1740-1758).

## Idade Contemporânea

### Questão Romana (1870–1929)
No século XVIII, após a ascensão de Napoleão Bonaparte e a eclosão das Guerras Napoleônicas, os Estados Pontifícios foram ocupados e extintos pela França, as revoltas do povo romano contra os franceses foram esmagadas e o Papa Pio VII preso em Savona e depois na França. Com o Congresso de Viena, os Estados Pontifícios foram recriados, e extintos novamente em 1870 por Vitor Emanuel II, no âmbito da unificação da Itália, iniciando-se a Questão Romana. No mesmo ano o Concílio Vaticano I proclamou o primado e infalibilidade papal como dogma.
Em resposta aos desafios sociais da Revolução Industrial, o Papa Leão XIII publicou a encíclica Rerum Novarum, estabelecendo a doutrina social da Igreja em que rejeitava o socialismo, mas que defendia a regulamentação das condições de trabalho, o estabelecimento de um salário mínimo e o direito dos trabalhadores de formar sindicatos. Em 1929, o Tratado de Latrão assinado entre a Itália e o papa Pio XI estabeleceu a independência do Vaticano, como cidade-estado soberana sob controle do papa, utilizada para apoiar sua independência política.
Depois de violações da Reichskonkordat de 1933, que havia garantido à Igreja na Alemanha nazista alguma proteção e direitos, o Papa Pio XI emitiu em 1937 a encíclica Mit brennender Sorge, que condenou publicamente a perseguição da Igreja pelos nazistas e sua ideologia de neopaganismo e superioridade racial. Depois que a Segunda Guerra Mundial começou em setembro de 1939, a Igreja condenou a invasão da Polônia e as subsequentes invasões nazistas de 1940. No Holocausto, o Papa Pio XII dirigiu a hierarquia da Igreja para ajudar a proteger os judeus dos nazistas. Apesar de Pio XII ter ajudado a salvar centenas de milhares de judeus, segundo muitos historiadores, ele também foi acusado de não fazer o suficiente para impedir as atrocidades nazistas, e o debate sobre a validade dessas críticas continua atualmente.

### Concílio Vaticano II e atualidade (1962-presente)
O Concílio Vaticano II, reunido nos anos 60, modernizou o papel e a ação da Igreja na sociedade. Após sua conclusão, o Papa Paulo VI e seus sucessores, especialmente o Papa João Paulo II, passaram a ser conhecidos como os "papas peregrinos", viajando para diversas partes do mundo e dedicando-se ao ecumenismo e ao diálogo inter-religioso, a trabalhos de caridade e à defesa dos direitos humanos.
O Papa Paulo VI (1963–1978) continuou os esforços ecumênicos do Papa João XXIII em seus contatos com as igrejas protestantes e ortodoxas. Paulo VI enfrentou críticas ao longo de seu papado, tanto de tradicionalistas quanto de liberais, por seguir um caminho intermediário durante o Vaticano II e durante a implementação de suas reformas posteriores.

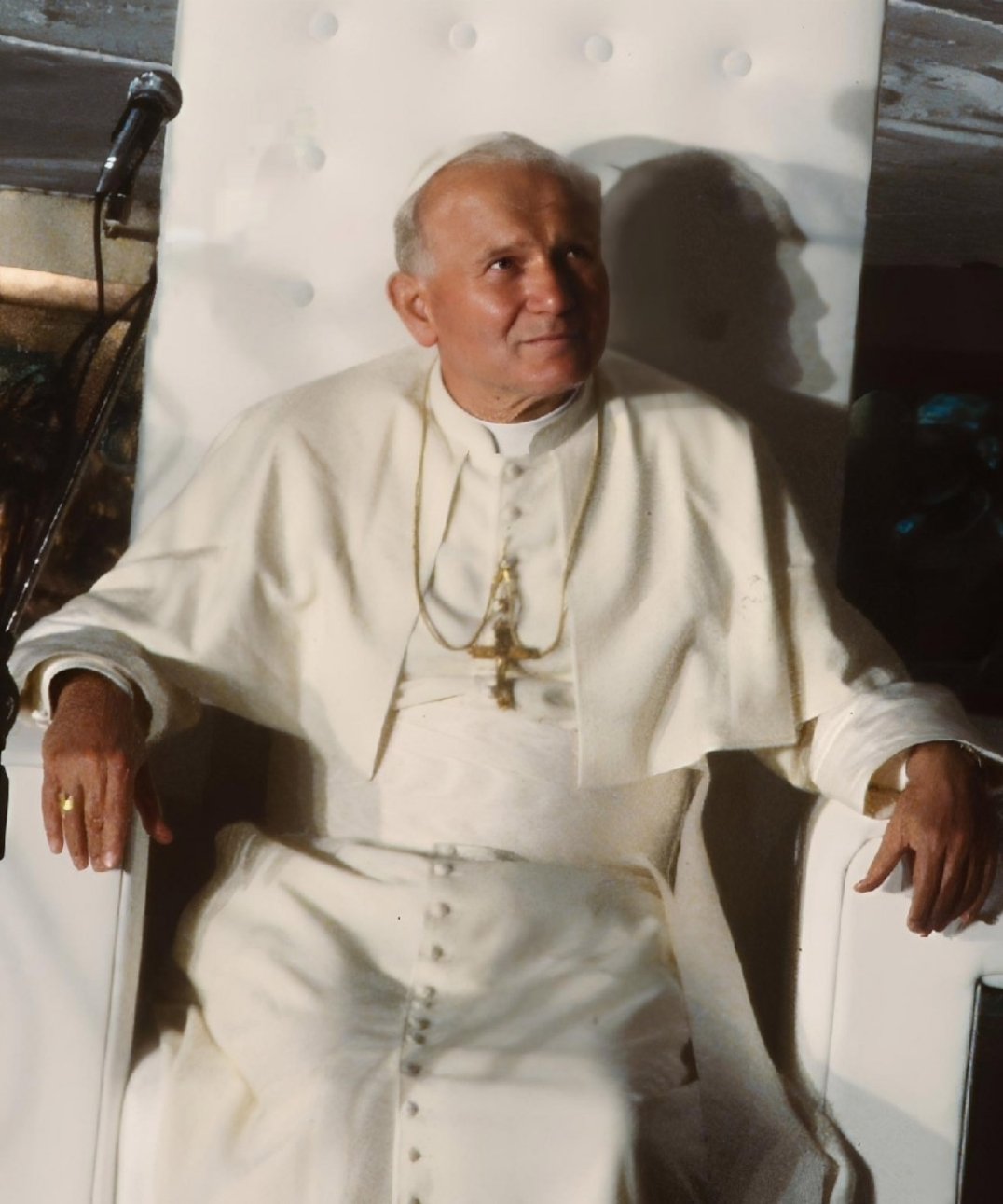
Papa João Paulo II.

Em 1978, com a ascensão do Papa João Paulo II após a misteriosa morte do Papa João Paulo I (que ficou no pontificado apenas por 33 dias), a Igreja teve pela primeira vez um papa não italiano desde Adriano VI no século XVI. João Paulo II foi creditado como o responsável por ajudar a derrubar o comunismo na Europa Oriental, provocando o que equivalia a uma revolução pacífica em sua pátria polonesa. Lech Wałęsa, um dos vários fundadores do Solidariedade (movimento operário que finalmente derrubou o comunismo), creditou ao papa por dar aos poloneses a coragem de se rebelar. O ex-secretário geral soviético Mikhail Gorbachev reconheceu publicamente o papel de João Paulo II na queda do comunismo.

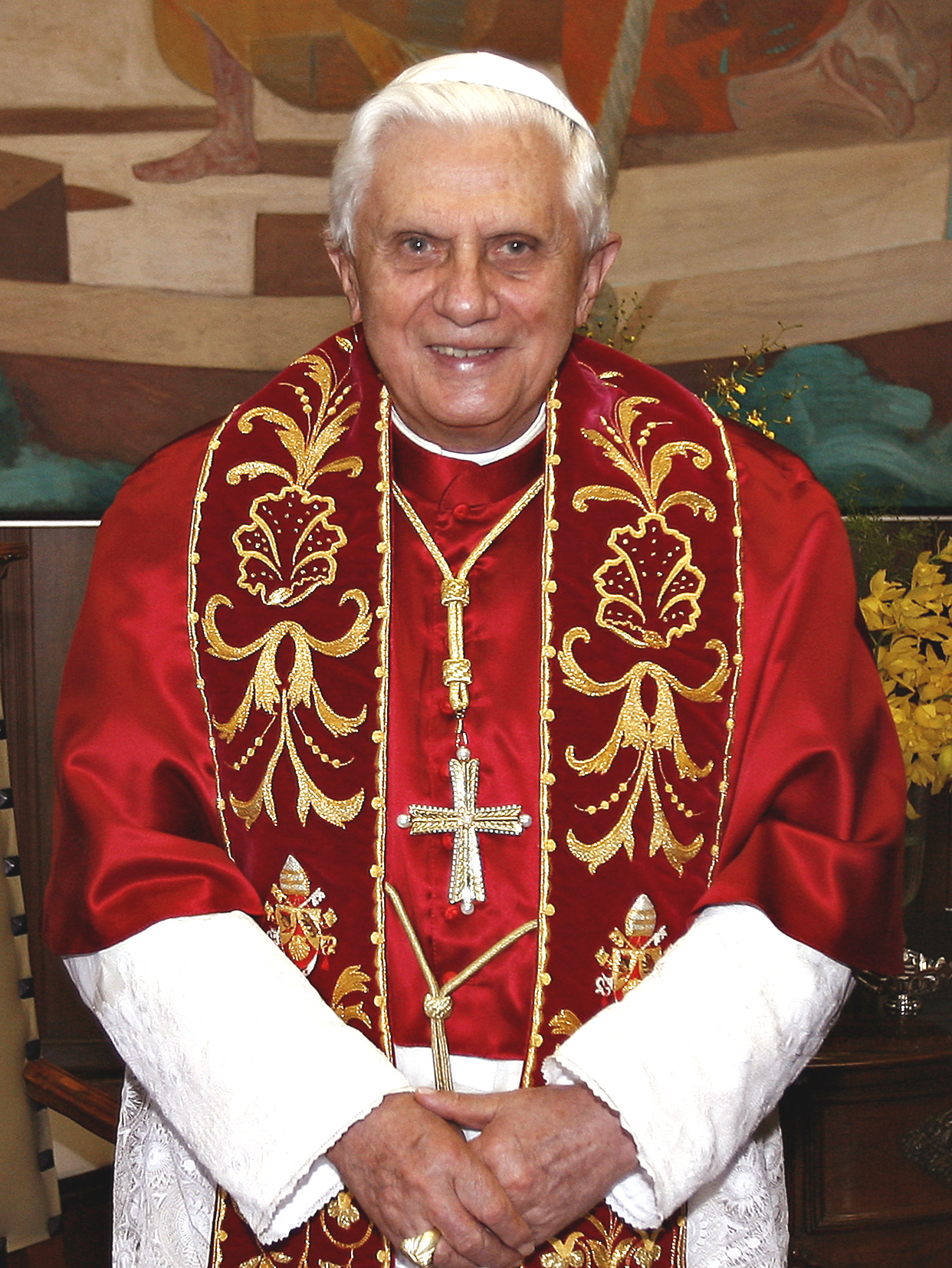
Papa Bento XVI.

João Paulo II faleceu após um longo pontificado de 26 anos, e uma nova página se abriu na história da Igreja com a eleição do 265.° papa. Papa Bento XVI foi eleito em 2005. Em sua homilia inaugural, o novo Pontífice explicou sua visão de uma relação com Cristo:
| “ | Porventura não temos todos nós, de um modo ou de outro, medo, se deixarmos entrar Cristo totalmente dentro de nós, se nos abrirmos completamente a Ele, medo de que Ele possa tirar-nos algo da nossa vida? Não temos porventura medo de renunciar a algo de grandioso, único, que torna a vida tão bela? Não arriscamos depois de nos encontrarmos na angústia e privados da liberdade? E mais uma vez o Papa queria dizer: não! Quem faz entrar Cristo, nada perde, nada absolutamente nada daquilo que torna a vida livre, bela e grande. Não! Só nesta amizade se abrem de par em par as portas da vida. Só nesta amizade se abrem realmente as grandes potencialidades da condição humana. Só nesta amizade experimentámos o que é belo e o que liberta. Assim, eu gostaria com grande força e convicção, partindo da experiência de uma longa vida pessoal, de vos dizer hoje, queridos jovens: não tenhais medo de Cristo! Ele não tira nada, ele dá tudo. Quem se doa por Ele, recebe o cêntuplo. Sim, abri de par em par as portas a Cristo e encontrareis a vida verdadeira. | ” |

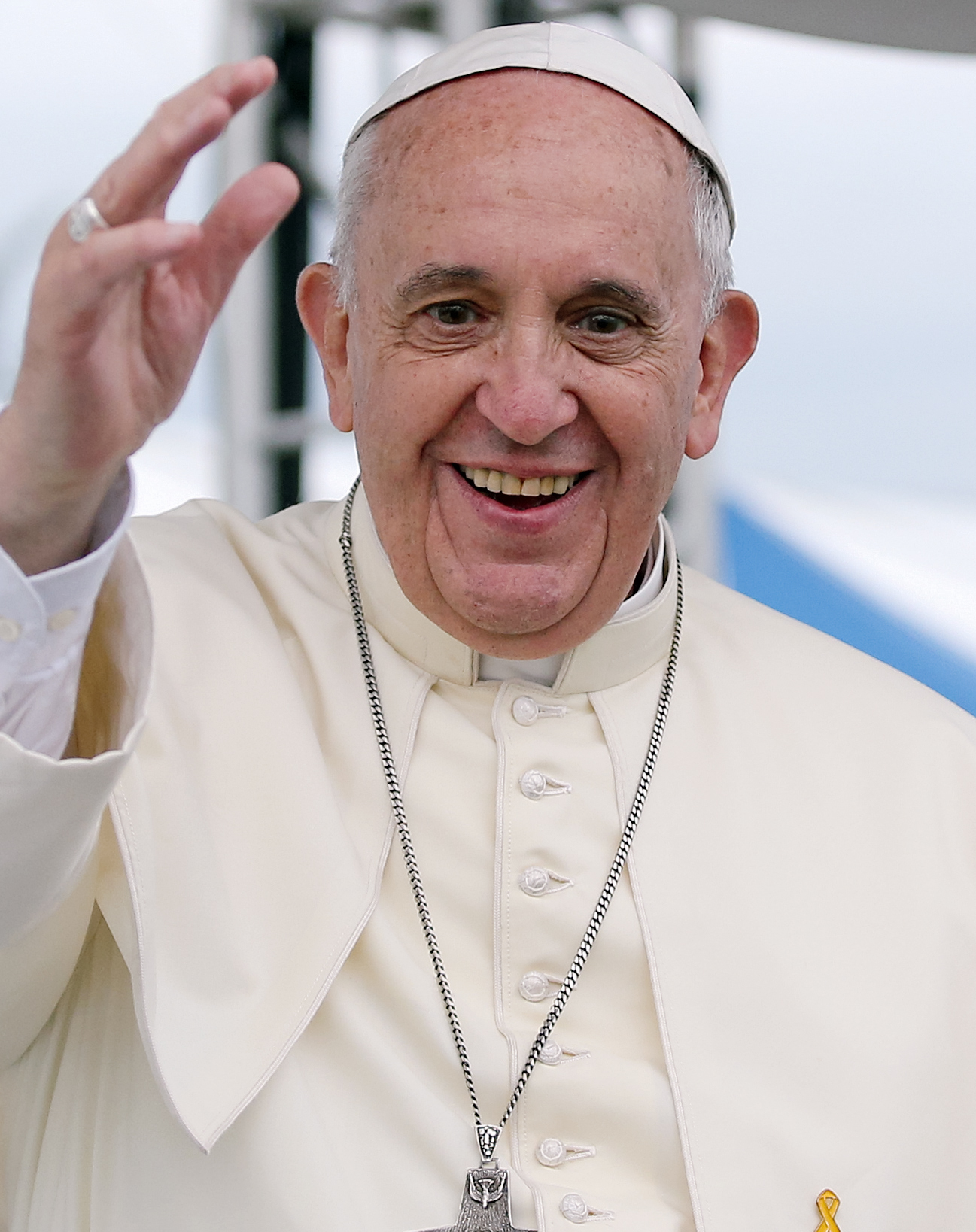
Francisco, o mais recente Sumo Pontífice.

Em 11 de fevereiro de 2013, Papa Bento XVI anunciou sua renúncia, que se concretizou em 28 de fevereiro de 2013. Foi a primeira vez em quase 600 anos que um Papa renunciava ao Trono de Pedro. Em 13 de março de 2013, foi eleito Papa Francisco, o primeiro papa nascido nas Américas e o primeiro pontífice jesuíta.